# Cihelny u Podivic
Cihelny u Podivic je malé, téměř zcela zalesněné katastrální území o rozloze 1,316659 km² rozkládající se na Drahanské vrchovině jižně od silnice spojující Podivice a Sněhotice. Katastrální území Cihelny u Podivic vzniklo, v rámci příprav na optimalizaci vojenského újezdu Březina, k 31. říjnu 2013 vyčleněním z katastrálního území Kotáry a do 31. prosince 2015 náleželo k vojenskému újezdu Březině. K 1. lednu 2016 pak bylo toto katastrální území na základě zákona č. 15/2015 Sb., o hranicích vojenských újezdů, přičleněno k obci Podivicím.

## Historický přehled
Téměř celé moderní k. ú. Cihelny u Podivic bylo původně součástí nyní již neexistujícího katastrálního území Horní Otaslavice, malá část náležela ke k. ú. Sněhotice. Po vzniku vojenského újezdu Březina byly pozemky moderního k. ú. Cihelna u Podivic k 1. červnu 1977 od obou katastrálních území odděleny a začleněny v rámci vojenského újezdu do nově vytvořeného k. ú. Kotáry, z něhož pak byly vyčleněny k 31. říjnu 2013.